# Кітаро Нісіда
Кітаро Нісіда (яп. 西田 幾多郎, 19 травня 1870 — 7 червня 1945) — японський філософ, творець філософії абсолютного небуття та «кіотської школи», який намагався поєднати західну філософію та релігії, щоб переформулювати релігійні та моральні культурні традиції Східної Азії. Він закінчив Токійський університет під час періоду Мейдзі в 1894 році та здобув ступінь доктора філософії. У 1899 році він був призначений професором Четвертої вищої школи в префектурі Ісікава, а пізніше став професором філософії в Кіотському університеті. Нісіда пішов у відставку в 1927 році. У 1940 році він був нагороджений орденом Культури (япон:文化勲章). Він брав участь у створенні Технологічного інституту Тіба (千葉工業大学) з 1940 року.
Пан Нісіда Кітаро помер у віці 75 років від ниркової інфекції. Його тіло кремували, а його кремовані останки розділили на три частини й поховали в різних місцях. Перша частина його останків була похована в могилі його сім'ї в місці його народження Кахоку (Ісікава). Другу могилу з його останками можна знайти в храмі Токеї-дзі в місті Камакурі, де його друг Судзукі Дайсецу Тейтаро організував похорони пана Нісіди Кітаро, де в решті решт і він пізніше також був похований на сусідній ділянці. Третя могила Нісіди Кітаро знаходиться в Рейун'ін (霊雲院), храмі в комплексі Myōshin-ji в Кіото.

## Біографія
Нісіда Кітаро народився в селі на узбережжі Японського моря, на північ від міста Канадзава, у тодішній провінції Кага, нині префектура Ісікава. Його батьком був Ясунорі Нішіда, вчитель початкової школи, яку відвідував Кітаро. Він походив із родини заможних землевласників, але його батько втратив свій статок, коли Нісіда Кітаро був ще дитиною, і родина була змушена переїхати до Канадзави в 1883 році. Того ж року Кітаро почав відвідувати школу в Канадзаві, але був змушений кинути школу наступного року через погане здоров'я. У 1886 році він був прийнятий до другого класу середньої школи, а в 1888 році почав навчатися в 4-й професійній середній школі в Канадзаві, але не закінчив її через конфлікти з персоналом. З 1891 по 1894 рік він вивчав філософію в Токійському імператорському університеті  як вільний студент, що унеможливлювало отримання диплома. Як талановитого математика його заохочували вивчати математику в середній школі.
Після закінчення навчання Нісіда Кітаро рік працював у школі поблизу свого рідного міста Канадзава, а потім став викладачем у 4-й середній школі. Через два роки він переїхав до аналогічного університету в Ямагуті, префектура Ямагуті, як професор. У той час він читав там лекції з психології, логіки, етики та німецької мови. У 1909 році він почав працювати в Університеті Гакусюін в Токіо, а через рік став викладачем Кіотського Імператорського університету. У 1913 році він здобув ступінь доктора гуманітарних наук, завдяки рекомендації ректора Масатаро Саваянаги, і був призначений професором філософії релігії, а через рік професором філософії, залишаючись на цій посаді до 1928 року, коли він вийшов на пенсію.
У 1939 році він опублікував есе з філософії фізики, в якому намагався знайти в теорії відносності й квантовій механіці підтвердження теорії реальності як абсолютно суперечливої самоідентичності. Завдяки підтримці людей науки, в тому числі Нісіди, Альберт Ейнштейн був запрошений до Японської імперії в 1922 році та на його прохання пан Альберт Ейнштейн прочитав лекцію з теорії відносності в Імператорському університеті Кіото.

## Філософія
Пан Кітаро Нісіда народився на третьому році періоду Мейдзі, завдяки чому він отримав нову, унікальну можливість обміркувати східні філософські питання у свіжому світлі, яке висвітлювала на них західна філософія. Оригінальна та творча філософія Кітаро Нісіди, що поєднує в собі ідеї філософії дзен та західної філософії, була спрямована на зближення цивілізації «Сходу» та цивілізації «Заходу». Протягом свого життя Кітаро Нісіда опублікував низку книг і есе, включаючи «Дослідження добра» та «Логіка місця небуття та релігійного світогляду». У цілому, діяльність Кітаро Нісіди стала основою для «Кіотської школи» японської філософії та надихнула його учнів на оригінальне мислення.
Однією з найвідоміших концепцій у філософії японського філософа пана Кітаро Нісіди є так звана «логіка басьо» (яп. 場所; зазвичай вона перекладається як «місце» або «топос»), це не дуалістична конкретна логіка, спрямована на подолання неадекватності суттєвого розрізнення суб'єкт-об'єкт до суб'єктної логіки Арістотеля та логіки предикатів Іммануїла Канта через утвердження того, що він називає «абсолютно суперечливою самототожністю», динамічної напруги протилежностей, яка, на відміну від діалектичної логіки Георга Вільгельма Фрідріха Гегеля, не вирішується в синтезі. Швидше, воно визначає свій належний предмет, підтримуючи напругу між ствердженням і запереченням як протилежними полюсами або перспективами.
В огляді робіт японського філософа Кітаро Нісіди, Девід А. Ділворт не згадав дебютну книгу «Дослідження добра». Там Кітаро Нісіда пише про досвід, реальність, добро та релігію. Він стверджує, що найглибшою формою досвіду є чистий досвід. Пан Кітаро Нісіда аналізує думку, волю, інтелектуальну інтуїцію та чистий досвід серед них. Відповідно до бачення Кітаро Нісіди, а також до суті азійської мудрості, людина прагне гармонії в досвіді, єдності.

## Спадщина

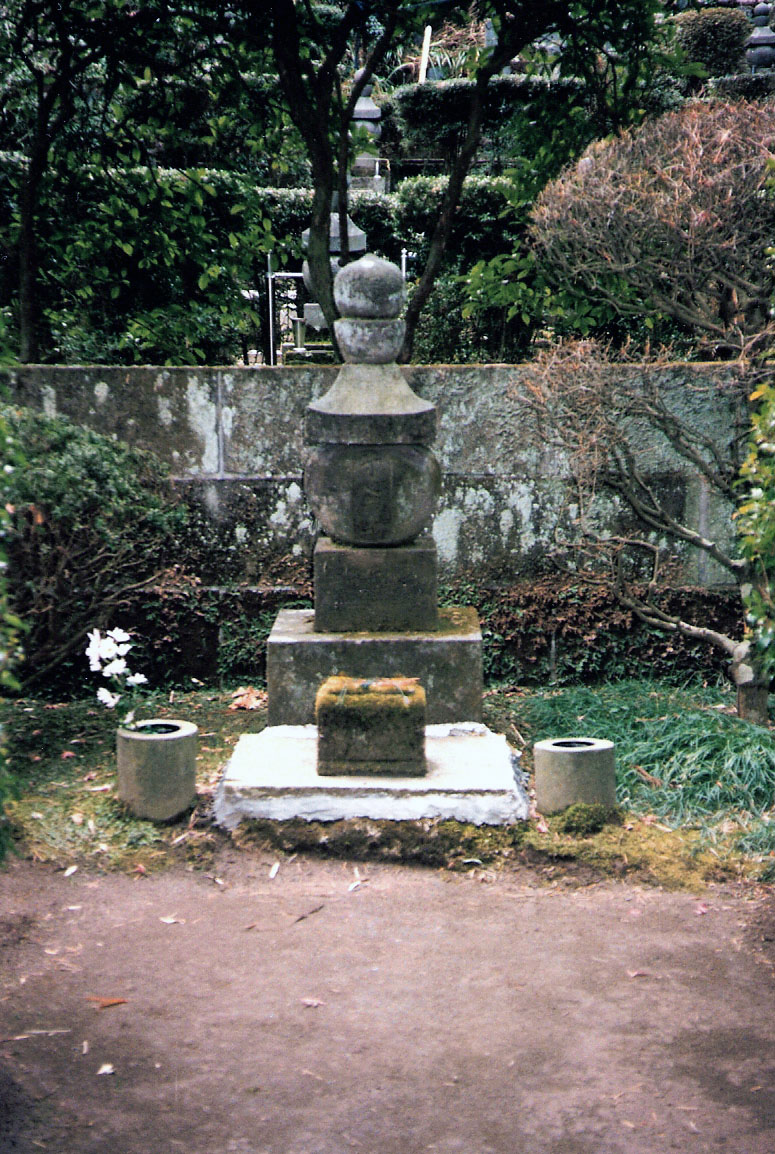
Гробниця пана Кітаро Нісіди в Камакурі

За словами Масао Абе, «під час Другої світової війни праві японські мислителі критикували пана Кітаро Нісіду як антинаціоналіста за його оцінку західної філософії та логіки. Але після закінчення другої світової війни, ліві японські мислителі розкритикували філософію пана Кітаро Нісіди як націоналістичну через його наголос на традиційному понятті „небуття“. Кітаро Нісіда визнав певну універсальність у західній філософії та логіці, але не погоджувався з тим, що це єдина універсальність».
Кітаро Нісііда вважав Бога «незамінним і вирішальним».

## Список робіт
Зібрання творів [西田幾多郎全集], 2-ге вид. (Iwanami Shoten [岩波書店], 2003-20), 25 томів. [далі НКЗ]
Вибрані філософські есе [西田幾多郎哲学論集], (Iwanami Shoten [岩波書店], 1987-89), 3 томи. [далі SPE]
- An Inquiry into the Good [善の研究] (Kōdōkan [弘道館], січень 1911), передруковано в NKZ1.
- Думки та досвід, вип. 1 [思索と体験] (Senshōkan [千章館], березень 1915), передруковано в NKZ1.

- ‘On the Claims of Pure Logicists in Epistemology’ [認識論における純論理派の主張について] (Geibun [芸文], Vol. 2, No. 8 and No. 9, August-September 1911).
- ‘Laws’ [法則] (Tetsugaku Zasshi [哲学雑誌], No. 300, February 1912).
- ‘Logical Understanding and Mathematical Understanding’ [論理の理解と数理の理解] (Geibun [芸文], Vol. 3, No. 9, September 1912).
- ‘Natural Sciences and the Study of History" [自然科学と歴史学] (Tetsugaku Zasshi [哲学雑誌], No. 319, September 1913).
- ‘Response to Takahashi Satomi's Criticisms of My An Inquiry into the Good’ [高橋文学士の拙著『善の研究』に対する批評に答う] (Tetsugaku Zasshi [哲学雑誌], No. 308, September 1912).
- ‘Bergson’s Philosophical Method’ [ベルグソンの哲学的方法論] (Geibun [芸文], Vol. 1, No. 8, August 1910).
- ‘Bergson’s Pure Duration’ [ベルグソンの純粋持続](Kyōiku Gakujutsu Kai [教育学術界], Vo. 24, No. 2, November 1911).
- ‘Contemporary Philosophy’ [現代の哲学] (Tetsugaku Kenkyū [哲学研究], No. 1, April 1916).

Added in the 2nd edition of 1922.
- ‘Cohen’s Pure Knowledge’ [コーヘンの純粋意識] (Geibun [芸文], Vol. 7, No. 8, August 1916).

Added in the 2nd edition of 1922.
- ‘Lotze’s Metaphysics’ [ロッツェの形而上学] (Lotze, Hōbunkan [宝文館], May 1917).

Added in the 2nd edition of 1922.
- ‘Poincaré as Epistemologist’ [認識論者としてのアンリ・ポアンカレ] (Geibun [芸文], Vol. 3, No. 10, October 1912).

Removed in the 2nd edition of 1922 but restored in the 3rd edition of 1937.
- ‘On Tolstoy’ [トルストイについて] (Geibun [芸文], Vol. 2, No. 1, January 1911).
- ‘Gutoku Shinran’ [愚禿親鸞] (Shūsokan [宗祖観], April 1911).
- ‘Preface to Tanabe Ryuji, Koizumi Yakumo’ [『小泉八雲伝』の序] (Waseda Daigaku Shuppanbu [早稲田大学出版部], April 1914).
- ‘Preface to Fujioka Sakutarō, Lectures on the History of Japanese Literature’ [『国文学史講話』の序] (Kaiseikan [開成館], March 1908).
- ‘Preface to Henri Bergson, Matter and Memory’ [『物質と記憶』の序文] (trans. Takahashi Satomi, Seibunkan [星文館], February 1914).

Removed in the 2nd edition of 1922.
- Сучасна ідеалістична філософія [現代における理想主義の哲学] (Kōdōkan [弘道館], травень 1917), перевидано в NKZ12.

- «Суб'єктивізм» [主観主義].
- «Об'єктивізм» [客観主義].
- «Історичний огляд ідеалістичної філософії» [理想主義哲学の史的概観].
- "Школа неокантіанства " [新カント学派].
- "Школа Брентано " [ブレンタノ学派].
- "Філософія чистого досвіду [純粋経験の哲学].

- Інтуїція та рефлексія в самосвідомості [自覚における直観と反省] (Iwanami Shoten [岩波書店], жовтень 1917), передруковано в NKZ2.

Спочатку опубліковано як серіал у Geibun [芸文] (вересень 1913 до березня 1916), який був продовжений у Tetsugaku Kenkyū [哲学研究] (жовтень 1916 до травня 1917).
- §§ 1-3 (Geibun [芸文], том. 4, № 9, вересень 1913 р.).
- §§ 4-6 (Geibun [芸文], том. 4, № 11, листопад 1913 р.).
- §§ 7-8 (Geibun [芸文], том. 5, № 3, березень 1914 р.).
- §§ 9-10 (Geibun [芸文], том. 5, № 8, серпень 1914 р.).
- §§ 11-13 (Geibun [芸文], том. 5, № 11, листопад 1914 р.).
- §§ 14-15 (Geibun [芸文], том. 6, № 1, січень 1915 р.).
- §§ 16-17 (Geibun [芸文], том. 6, № 3, березень 1915 р.).
- §§ 18-20 (Geibun [芸文], том. 6, № 6, червень 1915 р.).
- §§ 21-23 (Geibun [芸文], том. 6, № 12, грудень 1915 р.).
- §§ 24-26 (Geibun [芸文], том. 7, № 1, січень 1916 р.).
- §§ 27-29 (Geibun [芸文], том. 7, № 3, березень 1916 р.).
- §§ 30-32 (Тетсугаку Кенкю [哲学研究], № 7, жовтень 1916 р.).
- §§ 33-36 (Тетсугаку Кенкю [哲学研究], № 8, листопад 1916 р.).
- §§ 37-38 (Тетсугаку Кенкю [哲学研究], № 9, грудень 1916 р.).
- § 39 (Тецугаку Кенкю [哲学研究], № 10, січень 1917 р.).
- §§ 40-41 (Тетсугаку Кенкю [哲学研究], № 11, лютий 1917 р.).
- § 42 (Тецугаку Кенкю [哲学研究], № 13, квітень 1917 р.).
- §§ 43-44 (Тетсугаку Кенкю [哲学研究], № 14, травень 1917 р.).

- Проблеми свідомості [意識の問題] (Iwanami Shoten [岩波書店], січень 1920), передруковано в NKZ2.

- «Що означає свідомість» [意識とは何を意味するか] (Тетсугаку Кенкю [哲学研究], № 22, січень 1918 р.).
- «Сенсація» [感覚] (Tetsugaku Kenkyū [哲学研究], № 27, червень 1918).
- «Почуття» [感情] (Тетсугаку Кенкю [哲学研究], № 28, липень 1918 р.).
- «Справжнє значення символів» [象徴の真意義] (Шічо [思潮], березень 1918 р.).
- «Воля» [意志] (Geibun [芸文], том. 9, № 9, вересень 1918 р.).
- «Різні безперервності змісту досвіду» [経験内容の種々なる連続] (Тетсугаку Кенкю [哲学研究], № 35 і № 36, лютий-березень 1919 р.).
- «Місце реалізації волі» [意志実現の場所] (Geibun [芸文], том. 10, № 4, квітень 1919 р.).
- «Зміст заповіту» [意志の内容] (Тецугаку Кенкю [哲学研究], № 38 і № 39, травень-червень 1919 р.).
- «Про стосунки» [関係について] (Geibun [芸文], том. 9, № 6, червень 1919 р.).
- «Про ступені свідомості» [意識の明暗について] (Тетсуґаку Кенкю [哲学研究], № 42, вересень 1919 р.).
- «Концепція особистості» [個体概念] (Ширін [史林], том. 4, № 1, січень 1919 р.).
- "Онтологічний доказ Лейбніца " [ライプニッツの本体論的証明] (Geibun [芸文], том. 9, № 1, січень 1918 р.).

- Мистецтво і мораль [芸術と道徳] (Iwanami Shoten [岩波書店], липень 1923), передруковано в NKZ3.

- «Сутність краси» [美の本質] (Тетсугаку Кенкю [哲学研究], № 48 і № 49, березень-квітень 1920 р.).
- «Живопис і малюнок Макса Клінгера» [マックス・クリンゲルの『絵画と線画』の中から] (Geibun [芸文], том. 11, № 10, жовтень 1920 р.).
- «Зміст почуттів і зміст волі» [感情の内容と意志の内容] (Тецуґаку Кенкю [哲学研究], № 61, квітень 1921 р.).
- «Світ об'єктів рефлективного судження» [反省的判断の対象界] (Geibun [芸文], том. 12, № 11, листопад 1921).
- «Перетин істини, добра і прекрасного» [真善美の合一点] (Тетсугаку Кенкю [哲学研究], № 66, вересень 1921 р.).
- «Суспільство та особистість» [社会と個人] (Тетсуґаку Кенкю [哲学研究], № 73, квітень 1922 р.).
- «Свідомість дій» [作用の意識] (Geibun [芸文], том. 13, № 9 і № 10, вересень-жовтень 1922 р.).
- «Діючий суб'єкт» [行為的主観] (Тетсугаку Кенкю [哲学研究], № 78, вересень 1923 р.).
- «Воля і силогізм» [意志と推論式] (Shisō [思想], № 12, вересень 1922 р.).
- «Прекрасне і добре» [美と善] (Тетсугаку Кенкю [哲学研究], № 78, вересень 1922 р.).
- «Закон і мораль» [法と道徳] (Tetsugaku Kenkyū [哲学研究], № 83, лютий 1923 р.).
- «Істинне і прекрасне» [真と美] (Kaizō [改造], лютий 1923 р.).
- «Істина і добро» [真と善] (Shisō [思想], № 18, березень 1923 р.).

- Від актора до провидця [働くものから見るものへ] (Iwanami Shoten [岩波書店], жовтень 1927), передруковано в NKZ3.

- «Відразу дане» [直接に与えられるもの] (Tetsugaku Kenkyū [哲学研究], № 90, вересень 1923), передруковано в SPE1:37-66.
- «Інтуїція та воля» [直観と意志] (Kōza [講座], листопад 1923 р .).
- «Що ховається за фізичними явищами» [物理現象の背後にあるもの] (Shisō [思想], № 27, січень 1924 р.).
- «Про внутрішнє сприйняття» [内部知覚について] (Тетсугаку Кенкю [哲学研究], № 96, № 102 і № 103, березень-жовтень 1924 р.).
- «Акти самовираження» [表現作用] (Shisō [思想], № 41, березень 1925 р.).
- «Актор» [働くもの] (Tetsugaku Kenkyū [哲学研究], № 115, жовтень 1925).
- «Місце» [場所] (Tetsugaku Kenkyū [哲学研究], № 123, червень 1926), передруковано в SPE1:67-151.
- «Відповідь доктору Соді Кі'ічіро» [左右田博士に答う] (Tetsugaku Kenkyū [哲学研究], № 133, квітень 1927), передруковано в SPE1:153-187.

У відповідь на «Про метод філософії Нісіди: прохання до професора Нішіди про роз'яснення» Соди [西田哲学の方法について——西田博士の教を乞う] (Tetsugaku Kenkyū [哲学研究], № 127, жовтень 1926 р.) .
- «Знавець» [知るもの] (Shisō [思想], № 70 і № 71, серпень-вересень 1927 р.).

- The System of Universals according to Self-Consciousness [一般者の自覚的体系] (Iwanami Shoten [岩波書店], January 1930), reprinted in NKZ4.

- «Логічна структура так званого світу об'єктів знання» [いわゆる認識対象界の論理的構造] (Тетсугаку Кенкю [哲学研究], № 145, квітень 1928 р.).

Нішіда має на увазі «die Welt der Erkenntnisgegenstände».
- «Логізм предиката» [述語的論理主義] (Shisō [思想], № 78, квітень 1928).
- «Місце того, що бачить себе і місце свідомості» [自己自身を見るもののおいてある場所と意識の場所] (Tetsugaku Kenkyū [哲学研究], № 148, липень 1928 р.).
- «Зрозумілий світ» [叡智的世界] (Tetsugaku Kenkyū [哲学研究], № 151, жовтень 1928), передруковано в SPE1:189-253.
- «Інтуїтивне знання» [直観的知識] (Tetsugaku Kenkyū [哲学研究], № 154, січень 1929 р.).
- «Зв'язок між буттям і тим, що стоїть за буттям у самосвідомій універсалі» [自覚的一般者においてあるもの及びそれとその背後にあるものとの関係] (Shisō [思想], № 83, № 84 та № 85, квітень-червень 1929).
- «Самовизначення Універсалу» [一般者の自己限定] (Shisō [思想], № 88 і № 89, вересень-жовтень 1929 р.).

- Визначення ніщо самосвідомістю [無の自覚的限定] (Iwanami Shoten [岩波書店], грудень 1932), передруковано в NKZ5.

- «Самовизначення виразного Я» [表現的自己の自己限定] (Тетсугаку Кенкю [哲学研究], № 172 і № 173, липень-серпень 1930 р.).
- «Акти свідомості як самовизначення місця» [場所の自己限定としての意識作用] (Shisō [思想], № 100, вересень 1930 р.).
- «Те, що я називаю самосвідомим визначенням Абсолютного Нічого» [私の絶対無の自覚的限定というもの] (Шісо [思想], № 105 і № 106, лютий-березень 1931 р.).
- «Самовизначення вічного тепер» [永遠の今の自己限定] (Тецугаку Кенкю [哲学研究], № 184, липень 1931 р.).
- «Темпоральне та позачасове» [時間的なるもの及び非時間的なるもの] (Шісо [思想], № 112, вересень 1931).
- «Любов до себе, любов до іншого та діалектика» [自愛と他愛及び弁証法] (Тетсугаку Кенкю [哲学研究], № 191 і № 192, лютий-березень 1932 р.).
- «Вільна воля» [自由意志] (Shisō [思想], № 120, травень 1932 р.).
- «Я і ти» [私と汝] (Iwanami Kōza: Tetsugaku [岩波講座 哲学], липень 1932 та вересень 1932), передруковано в SPE1:265-355.
- «Про філософію життя» [生の哲学について] (Risō [理想], жовтень 1932).

- Фундаментальні проблеми філософії, Вип. 1: Світ дії [哲学の根本問題——行為の世界] (Iwanami Shoten [岩波書店], грудень 1933), передруковано в NKZ6.

- «Пролегомени до метафізики» [形而上学序論] (Iwanami Kōza: Tetsugaku [岩波講座 哲学], лютий 1933 р .).
- «Я і світ» [私と世界] (раніше не публікувався, почався у квітні 1933 р.).

- Фундаментальні проблеми філософії, Вип. 2: Діалектичний світ [哲学の根本問題 続編——弁証法的世界] (Iwanami Shoten [岩波書店], жовтень 1934), передруковано в NKZ6.

- «Логічна структура реального світу» [現実の世界の論理的構造] (Shisō [思想], № 140, № 141 і № 142, січень-березень 1934 р.).
- «Світ як діалектична універсалія» [弁証法的一般者としての世界] (Тетсугаку Кенкю [哲学研究], № 219, № 220 і № 221, червень-серпень 1935), передруковано в SPE2:37-17 2 .
- «Культурні форми Стародавнього Сходу та Заходу з точки зору метафізики» [形而上学的立場から見た東西古代の文化形態] (раніше не опубліковано)

- Філософські нариси, вип. 1: Плани системи філософії [哲学論文集 第1——哲学体系への企図] (Iwanami Shoten [岩波書店], листопад 1935), передруковано в NKZ7.

- «Самоідентичність і безперервність світу» [世界の自己同一と連続] (Shisō [思想], № 152, № 153 і № 154, січень-березень 1935 р.).
- «Точка зору активної інтуїції» [行為的直観の立場] (Shisō [思想], № 158, № 159 і № 160, липень-вересень 1935 р.).

- Думки та досвід, вип. 2 [続 思索と体験] (Iwanami Shoten [岩波書店], травень 1937), передруковано в NKZ7.

- ‘Remaining Problems of Consciousness’ [取残されたる意識の問題] (in Festschrift for Tokunō Bun [得能博士還暦記念哲学論文集], Iwanami Shoten [岩波書店], July 1926).
- ‘Anthropology’ [人間学] (in Festschrift for Tomonaga Sanjūrō [朝永博士還暦記念哲学論文集], Iwanami Shoten [岩波書店], August 1930).
- ‘History’ [歴史] (Iwanami Kōza: Tetsugaku [岩波講座 哲学], November 1931).
- ‘Hegel's Dialectic as Seen from My Standpoint’ [私の立場から見たヘーゲルの弁証法] (in Hegel and Hegelianism [ヘーゲルとヘーゲル主義], Iwanami Shoten [岩波書店], February 1931).
- ‘On Pedagogy’ [教育学について] (previously unpublished, finished in February 1933).
- ‘‘Being’ in Greek Philosophy’ [ギリシャ哲学においての「有るもの」] (Iwanami Kōza: Sekai Shichō [岩波講座 世界思潮], Vol. 3, April 1928).
- ‘Self-Consciousness in Augustine’ [アウグスチヌスの自覚] (Iwanami Kōza: Sekai Shichō [岩波講座 世界思潮], Vol. 7, July 1928).
- ‘The Essence of Platonic Ideas’ [プラトンのイデヤの本質] (Girisha-Raten Kōza [ギリシャ・ラテン講座], July 1931).
- ‘My Thoughts on French Philosophy’ [フランス哲学についての感想] (Shisō [思想], No. 176, January 1937).
- ‘Bolzano’s Autobiography’ [ボルツァーノの自伝] (Tetsugaku Kenkyū [哲学研究], No. 80, November 1922).
- ‘Abel the Mathematician’ [数学者アーベル] (Asahi Shimbun, September 1933).
- ‘Goethe’s Background’ [ゲーテの背景] (Goethe-Jahrbuch [ゲーテ年鑑], Vol. 1, May 1932).
- ‘The Beauty of Writing’ [書の美] (previously unpublished, finished in May 1930).
- ‘The Flexibility of National Language’ [国語の自在性] (Kokugo [国語], January 1936).
- ‘The Objectivity of Knowledge’ [知識の客観性] (Kaizō [改造], February 1933).
- ‘Reminiscences of the Fourth Higher School’ [四高の思出] (Shikō Dōsōkaihō, April 1927).
- ‘The Retirement Speech of a Certain Professor’ [ある教授の退職の辞] (Shisō [思想], No. 83, April 1929).
- ‘A Poem on Kamakura’ [鎌倉雑詠] (Shisō [思想], No. 84, May 1929).
- ‘Two Translated Poems’ [訳詩] (The Muse, August 1928 and September 1929).

The poems translated by Nishida here are Goethe’s ‘Mignon’ and Browning’s ‘Home Thoughts from the Sea’.
- ‘A Fireside Chat’ [暖炉の側から] (The Muse, February 1931).
- ‘My Copy of the Song Era Erya’ [書影宋本爾雅後] (previously unpublished, finished in May 1933).
- ‘Songs and Poems’ [歌并詩] (previously unpublished, composed between 1920 and 1935).

- Філософські нариси, вип. 2 [哲学論文集 第2] (Iwanami Shoten [岩波書店], листопад 1937), передруковано в NKZ8.

- «Логіка та життя» [論理と生命] (Shisō [思想], № 170, № 171 і № 172, липень-вересень 1936 р.), перевидано в SPE2:173-300.
- «Практика та знання об'єктів: місце знання в історичному світі» [実践と対象認識——歴史的世界においての認識の立場] (Tetsugaku Kenkyū [哲学研究], № 252, № 253 та № 254, березень-травень 1937 р.).
- «Проблеми формування та розвитку видів» [種の生成発展の問題] (Shisō [思想], № 182, липень 1937).
- «Активна інтуїція» [行為的直観] (Shisō [思想], № 183, серпень 1937), передруковано в SPE2:301-331.

- Philosophical Essays, Vol. 3 [哲学論文集 第3] (Iwanami Shoten [岩波書店], November 1939), reprinted in NKZ8.

- «Існування людини» [人間的存在] (Shisō [思想], № 190, березень 1938), передруковано в SPE2:333-400.
- «Позиція особистості в історичному світі» [歴史的世界においての個物の立場] (Шісо [思想], № 195 і № 196, серпень-вересень 1938 р.).
- «Абсолютно суперечлива самоідентичність» [絶対矛盾的自己同一] (Shisō [思想], № 202, березень 1939), передруковано в SPE3:7-84.
- «Наука досвіду» [経験科学] (Shisō [思想], № 207, серпень 1939 р.).

- Проблеми японської культури [日本文化の問題] (Iwanami Shoten [岩波書店], березень 1940), передруковано в NKZ9.
- Філософські нариси, вип. 4 [哲学論文集 第4] (Iwanami Shoten [岩波書店], листопад 1941 р.), передруковано в NKZ9.

- «Пролегомени до практичної філософії» [実践哲学序論] (Iwanami Kōza: Rinrigaku [岩波講座 倫理学], том. 2 серпня 1940 р.).
- « Poiēsis and Praxis: An Appendix to the Prolegomena to Practical Philosophy» [ポイエシスとプラクシス——実践哲学序論補説] (Shisō [思想], № 223, грудень 1940 р.).
- «Мистецька творчість як історичні акти формування» [歴史的形成作用としての芸術的創作] (Shisō [思想], № 228 і № 229, травень-червень 1941), передруковано в SPE3:85-176.
- "The Problem of Raison d'état " [国家理由の問題] (Iwanami Kōza: Rinrigaku [岩波講座 倫理学], том. 8 вересня 1941 р.).

- Філософські нариси, вип. 5 [哲学論文集 第5] (Iwanami Shoten [岩波書店], серпень 1944), передруковано в NKZ9.

- «Про об'єктивність або знання: нова основа для епістемології» [知識の客観性について——新たなる知識論の基盤] (Shisō [思想], № 248 і № 249, січень-лютий 1943).
- «Про самосвідомість: закладання основи для попереднього есе» [自覚について——前論文の基礎付け] (Шісо [思想], № 252 і № 253, травень-червень 1943), передруковано в SPE3:177 -267.

- Філософські нариси, вип. 6 [哲学論文集 第6] (Iwanami Shoten [岩波書店], грудень 1945), передруковано в NKZ10.

- «Світ фізики» [物理の世界] (Shisō [思想], № 260, січень 1944 р.).
- «Логіка та математика» [論理と数理] (Shisō [思想], № 262, березень 1944 р.).
- «До філософії релігії, використовуючи попередньо встановлену гармонію як керівництво» [予定調和を手引きとして宗教哲学へ] (Шісо [思想], № 264, травень/червень 1944).
- «Про картезіанську філософію» [デカルト哲学について] (Shisō [思想], № 265, липень 1944), передруковано в SPE3:269-298.
- «Традиція» [伝統] (Shisō [思想], № 256, вересень 1943 р.).
- «Космос» [空間] (раніше не публікувався, закінчив у липні 1944 р.).
- «Закладання філософських основ математики» [数学の哲学的基礎付け] (раніше не опублікована, написана між груднем 1944 і січнем 1945).

- Філософські нариси, вип. 7 [哲学論文集 第7] (Iwanami Shoten [岩波書店], лютий 1946), передруковано в NKZ10.

- «Життя» [生命] (Shisō [思想], № 267 і № 268, жовтень 1944 — серпень 1945).
- «Логіка місця та релігійний світогляд» [場所的論理と宗教的世界観] (раніше не опублікована, написана між лютим і квітнем 1945 р.), перевидана в SPE3:299-397.

- Думки та досвід, вип. 3 [『続 思索と体験』以後] (Iwanami Shoten [岩波書店], березень 1948), передруковано в NKZ10.

- Коротші твори, передруковано в NKZ11

- ‘An Outline of Green's Ethics’ [グリーン氏倫理哲学の大意] (Kyōiku Jiron, Nos. 362-4, May 1895), reprinted in NKZ11:3-22.

Nishida's first published work.
- ‘Hume’s Law of Causation’ [ヒュームの因果法].
- ‘Debating the Existence of Innate Knowledge’ [先天智識の有無を論ず].
- ‘My Thoughts on Yamamoto Yasunosuke's Essay ‘Religion and Reason’’ [山本安之助君の「宗教と理性」という論文を読みて所感を述ぶ].
- ‘An Explication of the Beautiful’ [美の説明].
- ‘Benedictus Spinoza’ [ベネヂクトス、スピノーザ].
- ‘Kantianism in Ethics’ [カント倫理学主義].
- ‘On Contemporary Religion’ [現今の宗教について].
- ‘The School of Self-Consciousness’ [自覚主義].
- ‘My Contribution to Recommended Books for Edification’ [『静修書目答問』への回答].
- ‘The Essence of Religion’ [宗教の本質].
- ‘Jakob Boehme’ [ヤコッブ、ベーメ].
- ‘The Inside and the Outside of the Soul’ [心の中と外].
- ‘Miscellaneous Thoughts’ [雑感].
- ‘An Apology for Philosophy’ [哲学のアポロジー].
- ‘Reading’ [読書].
- ‘On the So-Called Japaneseness’ [日本的ということについて].
- ‘On Reading Tanaka Ōdō’s Review’ [田中王堂君の批評を読みて].
- ‘Augustine’s Theory of Trinity’ [アウグスチヌスの三位一体論].
- ‘The World of Objects of Art’ [芸術の対象界].
- ‘On Contemporary Idealism’ [現今の理想主義について].
- ‘Russell as a Scholar’ [学者としてのラッスル].
- ‘The Meaning of My Voluntarism’ [私の主意主義の意味].
- ‘Explanation of Philosophical Terms’ [哲学用語解説].
- ‘After the Great Earthquake’ [大震災の後に].

- Лекції

- «Сучасна ідеалістична філософія» [現代における理想主義の哲学], передруковано в NKZ12.
- "Філософія Фіхте " [フイヒテの哲学], передруковано в NKZ12.
- "Філософія Коена " [コーヘンの哲学], передруковано в NKZ12.
- "Філософія Платона " [プラトンの哲学], передруковано в NKZ12.
- «Концепція особистості як основа реальності» [実在の根柢としての人格概念], передруковано в NKZ12.
- «Світ дії» [行為の世界], передруковано в NKZ12.
- «Логічна структура реального світу» [現実の世界の論理的構造], передруковано в NKZ12.
- «Тіло як історичне» [歴史的身体], передруковано в NKZ12.
- «Проблеми японської культури» [日本文化の問題], передруковано в NKZ13.
- «Взаємний зв'язок і зв'язок між чистим досвідом» [純粋経験相互の関係および連絡について], передруковано в NKZ13.
- «Антиприродно-наукова думка» [反自然科学的思想], передруковано в NKZ13.
- «Сучасний спіритизм» [現今の唯心論], передруковано в NKZ13.
- «Концепція наукової істини в сучасній філософії» [現代哲学における科学的真理の概念], передруковано в NKZ13.
- «Сучасний ідеалізм» [現今の理想主義], передруковано в NKZ13.
- « Збіг протилежних обставин і кохання» [Coincidentia oppositorumと愛], передруковано в NKZ13.
- «Позиція релігії» [宗教の立場], передрукована в NKZ13.
- «Містика Екхарта та життя в Іттоені» [エックハルトの神秘説と一燈園生活], передруковано в NKZ13.
- «Те, що я називаю Універсалом судження» [私の判断的一般者というもの], передруковано в NKZ13.
- «Життя, реальність і логіка» [生と実在と論理], передруковано в NKZ13.
- «Про час і особистість» [時と人格], передруковано в NKZ13.
- «Про особистість» [人格について], передруковано в NKZ13.
- «Логічна структура реального світу» [現実の世界の論理的構造], передруковано в NKZ13.
- «Моя філософська позиція та метод» [私の哲学の立場と方法], передруковано в NKZ13.
- «Про традиціоналізм» [伝統主義について], передруковано в NKZ13.

- Конспект лекцій

- «Дослідження релігії» [宗教学] (1914-15), передруковано в NKZ14.

Джерела Нішіди для цих лекцій включають Леубу, Психологічне дослідження релігії (1912); Старбак, Психологія релігії (1899); Едвард Скрібнер Еймс, Психологія релігійного досвіду (1910); Джеймс, Різновиди релігійного досвіду (1902); Tiele, Grundzüge der Religionswissenschaft (1904); Герман Зібек, Lehrbuch der Religionsphilosophie (1893); і Хефдінг, Religionsphilosophie (1901).
- «Нарис філософії» [哲学概論], передруковано в NKZ14.

Нішіда щороку читав ці вступні лекції в Імперському університеті Кіото. Ця версія заснована на нотатках епохи Тайшо та Сьова.
- "Метафізика Арістотеля " [アリストテレスの形而上学] (1924-25), перевидано в NKZ14.
- "Філософія Плотина " [プロチノスの哲学] (1924-25), перевидано в NKZ14.
- «Історія етики в Британії» [英国倫理学史] (бл. 1904), передруковано в NKZ14.

Нісіда розбиває цю історію на чотири періоди: [1] Початок (Гоббс); [2] Перша фаза (Кадворт, Камберленд, Лок); [3] Друга фаза (Шефтсбері, Хатчесон, Батлер, Юм, Сміт, Хартлі); [4] Третя фаза (школа інтуїції: Прайс, Рід ; утилітаризм: Пейлі, Бентам, Мілль ; еволюційна етика: Спенсер).
- «Лекції з психології» [心理学講義] (1904-05), передруковано в NKZ14.

Джерела Нішіди для цих лекцій включають Wundt, Grundriss der Psychologie (1896); Ziehen, Psychophysiologische Erkenntnistheorie (1898); і Külpe, Grundriss der Psychologie auf experimenteller Grundlage dargestellt (1893).
- «Проект етики» [倫理学草案] (1904-05), передруковано в NKZ14.

Джерела Нісіди включають Сіджвіка, «Нариси історії етики для англійських читачів» (1886); Мартіно, Типи етичної теорії (1885); та Джеймс Макінтош, Дисертація про розвиток етичної філософії: головним чином протягом сімнадцятого та вісімнадцятого століть (1836)
- «Нарис філософії» [哲学概論], передруковано в NKZ15.

Ця версія заснована на нотатках пізньої епохи Мейдзі, тому ранніх втіленнях цих вступних лекцій.
- «Vorlesung 1926», передруковано в NKZ15.
- «Конспекти лекцій з етики» [倫理学講義ノート], передруковано в NKZ25.
- «The Study of Religion Lecture Notes» [宗教学講義ノート], передруковано в NKZ25.

- Фрагменти та примітки, передруковано в NKZ16.

- Щоденники

- Щоденникові записи з 1897 по 1912 рр., передруковано в NKZ17.
- Щоденникові записи з 1913 по 1945 рр., передруковано в NKZ18.

- Листування

- Letters from 1887 to 1920, reprinted in NKZ19.
- Letters from 1921 to 1930, reprinted in NKZ20.
- Letters from 1931 to 1936, reprinted in NKZ21.
- Letters from 1937 to 1941, reprinted in NKZ22.
- Letters from 1942 to 1945, reprinted in NKZ23.

- Інший

- ‘On Reality’ [実在について] (Tetsugaku Zasshi [哲学雑誌], No. 241, March 1907), revised and reprinted in An Inquiry into the Good.
- ‘A Theory of Ethics’ [倫理学説] (Tōa no Hikari [東亜の光], Vol. 3, No. 3 and No. 4, March-April 1908), revised and reprinted in An Inquiry into the Good.
- ‘Pure Experience, Thought, Will and Intellectual Intuition’ [純粋経験と思惟、意志、および知的直観] (Tetsugaku Zasshi [哲学雑誌], No. 258, August 1908), revised and reprinted in An Inquiry into the Good.
- ‘Levels of Social Good’ [社会的善の階級] (Seikyō Shinpō [正教新報], No. 666, September 1908).
- ‘The Reciprocal Relationship and Communication between Pure Experiences’ [純粋経験相互の関係および連絡について] (Tetsugaku Zasshi [哲学雑誌], No. 276, February 1910), revised and reprinted in An Inquiry into the Good.
- ‘The Self-Determination of the Universal and Self-Consciousness’ [一般者の自己限定と自覚] (Tetsugaku Kenkyū [哲学研究], No. 163, October 1929).
- ‘Philosophy and Education’ [哲学と教育] (Iwanami Kōza: Kyōiku Kagaku [岩波講座 教育科学], Vol. 18, March 1933).

### Перекладні твори

#### Англійська
- Дослідження добра, пер. Масао Абе та Крістофер Айвз. New Haven: Yale University Press, 1990.
- «Пояснення краси», пер. Стів Одін. Monumenta Nipponica том. 42 № 2 (1987): 211—217.
- Інтуїція та рефлексія в самосвідомості, пер. Вальдо Х. Вілієльмо, Такеучі Йошінорі та Джозеф С. О'Лірі . Олбані: Державний університет Нью-Йорка, 1987.
- Останні твори: нікчемність і релігійний світогляд, пер. Девід Ділворт. Гонолулу: University of Hawaii Press, 1993.
  - «Логіка місця небуття і релігійний світогляд»
  - «Про мою логіку»
- Місце і діалектика: два есе Нісіди Кітаро, пер. Джон WM Krummel і Shigenori Nagatomo . Оксфорд; Нью-Йорк: Oxford University Press, 2012.
- Онтологія виробництва: три есе, пер. Вільям Хавер . Durham, NC: Duke University Press, 2012.
- Невирішене питання свідомості, пер. John WM Krummell, у Philosophy East and West 62, no 1 (2012): 44–59.

#### Французька
- L'Éveil à soi, пер. Жасінта Трембле. Париж: CNRS Éditions, 2003, 298 с.
- De ce qui agit à ce qui voit, пер. Жасінта Трембле. Монреаль: Presses de l'Université de Montréal, 2015, 364 с.
- Autoéveil. Le Systeme des universels , перев. Жасінта Трембле. Нагоя: Chisokudō Publications, 2017.

## Подальше читання
- Картер, Роберт Е. Нічого поза Богом: Вступ до філософії Nishida Kitaro Paragon House, 1989.ISBN 1-55778-761-1ISBN 1-55778-761-1)
- Крістофер Айвз . Імперський дзен: критика Ісікави Хакугена та затяжні питання буддійської етики. University of Hawaii Press, 2009.ISBN 978-0-8248-3331-2ISBN 978-0-8248-3331-2
- Хейзіг, Джеймс В. Філософи Нічого, Видавництво Гавайського університету, 2001.ISBN 0-8248-2481-4ISBN 0-8248-2481-4
- Майеда, Грем. Японські філософи про суспільство та культуру: Нісіда Кітаро, Вацудзі Тецуро та Кукі Шузо . Lanham: Lexington Books, 2020.ISBN 978-1-4985-7208-8ISBN 978-1-4985-7208-8
- Нішітані Кейдзі . Видавництво Каліфорнійського університету Нішіда Кітаро, 1991.ISBN 0-520-07364-9ISBN 0-520-07364-9
- Варго, Роберт Дж. Дж . Логіка небуття: дослідження Нісіди Кітаро . University of Hawaii Press, 2005.ISBN 0-8248-2969-7ISBN 0-8248-2969-7
- Юса Мічіко . Дзен і філософія: інтелектуальна біографія Нісіди Кітаро . University of Hawaii Press, 2002.ISBN 0-8248-2459-8ISBN 0-8248-2459-8

#### Французька
- Трембле Жасінта, Нішіда Кітаро. Le Jeu de l'individuel et de l'universel, Париж, CNRS Éditions, 2000, 334 стор.
- Трембле Жасінт, Вступ до філософії Нісіди, Париж, L'Harmattan, 2007, 141 стор.
- Трамбле Жасінта, Auto-éveil et temporalité. Les Défis posés par la philosophie de Nishida, Paris, L'Harmattan, 2007, 229 p.
- Трамбле Жасінта, L'Être-soi et l'être-ensemble. L'Auto-éveil comme méthode philosophique chez Nishida, Париж, L'Harmattan, 2007, 194 с.
- Tremblay Jacynthe, Je suis un lieu, Montréal, Les Presses de l'Université de Montréal, 2016, 316 p.
- Трамбле Жасінт (ред.), Laval Theologique et Philosophique. Philosophie japonaise du XXe siècle, 64 (червень 2008, № 2) 233—573.
- Tremblay Jacynthe (ed.), Philosophes japonais contemporains, Montréal, Presses de l'Université de Montréal, 2010, 492 p.
- Tremblay Jacynthe (ред.), Theologiques. Les philosophes de l'École de Kyōto et la théologie 12 (2012, № 1-2) 3-383.
- Tremblay Jacynthe (ed.), Milieux modernes et reflets japonais. Chemins philosophiques, Квебек, Presses de l'Université Laval, 2015, 286 стор. (разом з Марі-Елен Парізо).

### Статті
- Боц-Борнштейн, Торстен . «Нісіда та Вітгенштейн: від чистого досвіду до Lebensform або нових перспектив для філософії міжкультурної комунікації», Asian Philosophy 13,1 (2003): 53–70.
- Боц-Борнштейн, Торстен . «Я і ти: діалог між Нішідою Кітаро та Михайлом Бахтіним», Japan Review 16 (2004): 259—284.
- Heisig, James W. and Rein Raud, eds. «Дезодорований басьо Нісіди та аромат квітки Зеамі». Класична японська філософія (Нагоя: Інститут релігії та культури Нанзан, 2010): 247–73.
- Хейсіг, Джеймс В. «Середньовічна схильність Нішіди», Японський журнал релігієзнавства 31/1 (2004): 55–72.
- _____. «Не-Я і Ти: Нішіда, Бубер і моральні наслідки самоактуалізації», Філософія *Схід і Захід 50: 2 (2000): 179—207.
- _____. «Філософія як духовність: Шлях Кіотської школи», Такеучі Йосінорі та ін., ред. , буддійська духовність. Том 2: Пізніший Китай, Корея, Японія та сучасний світ, (Нью-Йорк: Crossroad, 1999), 367–88.
- _____. «Ніщо і ніде, схід і захід: Нішіда Кітаро та натяки на спільну мову». Ангелакі 17/3 (2012): 17–30. Ангелакі 17/3 (2012): 17–30.
- Логнен, Адам. «Нісіда та Мерло-Понті: Мистецтво, „Глибина“ та „Бачення без провидця“, Європейський журнал японської філософії 1 (2016): 47–74.
- Рауд, Рейн . „Місце“ та „час буття“: просторово-часові концепції в думках Нісіди Кітаро та Догена Кігена». Філософія Сходу і Заходу, 54 № 1 (2004): 29-51.
- Rigsby, Curtis A. «Nishida on God, Barth and Christianity», Asian Philosophy 19, no. 2 (2009): 119—157.